# Russkaja Bujłowka
Russkaja Bujłowka (ros. Русская Буйловка) – wieś (sieło) w Rosji, w obwodzie woroneskim, w rejonie pawłowskim. W 2010 liczyła 2138 mieszkańców.